# Państwowa Nagroda Literacka

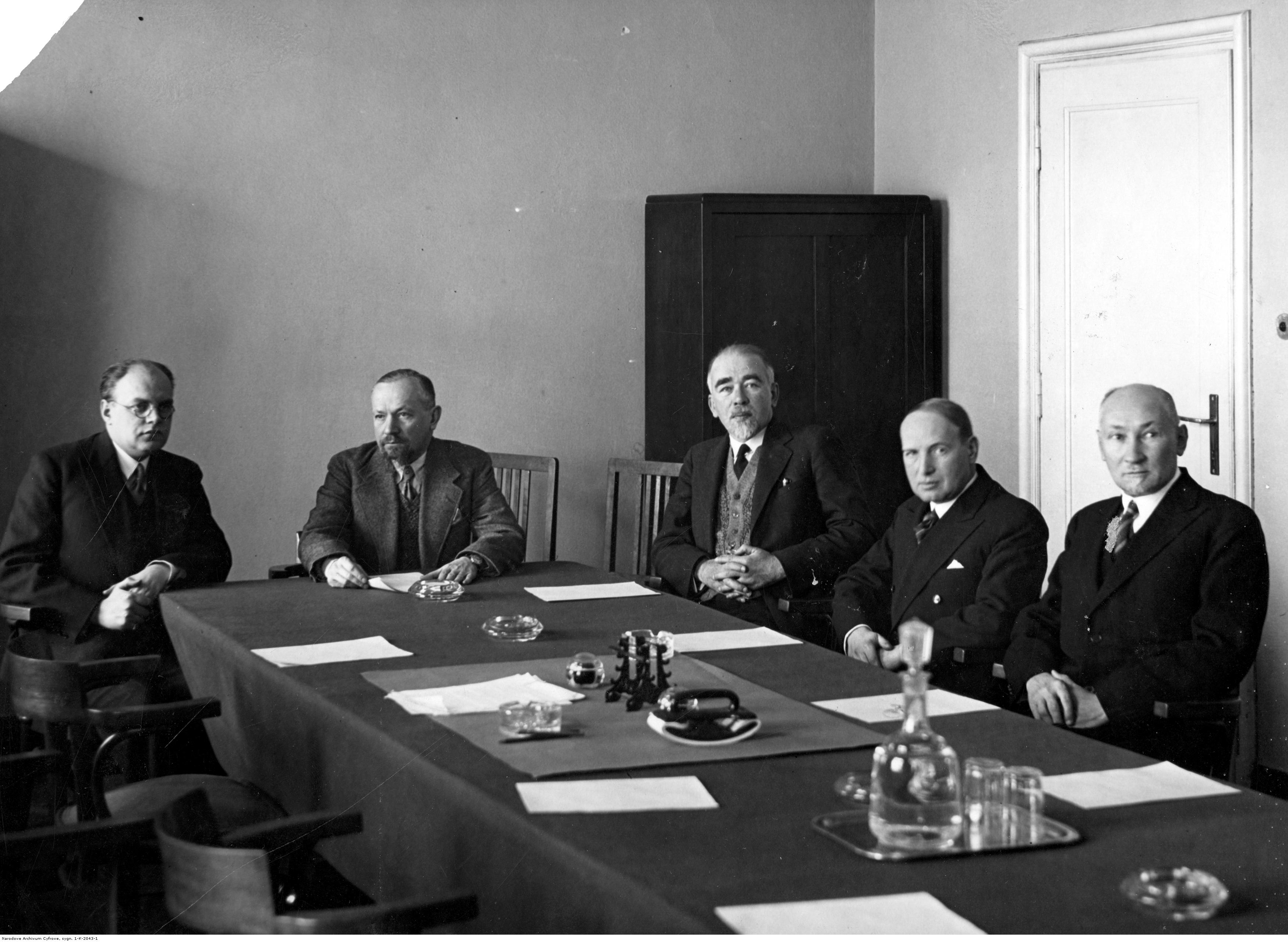
Członkowie jury Państwowej Nagrody Literackiej w 1935. Od lewej: Władysław Zawistowski, Leopold Staff, Józef Ujejski, Leon Pomirowski, Wincenty Rzymowski.

Państwowa Nagroda Literacka (znana także jako Nagroda Literacka Ministra Wyznań Religijnych i Oświecenia Publicznego lub Nagroda Literacka MWRiOP) – jedna z najważniejszych nagród polskich okresu międzywojennego w dziedzinie literatury. Przyznawana była od 1925 za dzieło opublikowane w ciągu ostatnich trzech lat. Nagrodę przyznawało pięcioosobowe jury konkursowe, w którego skład wchodzili trzej przedstawiciele największych związków twórców oraz krytyk i reprezentant ministerstwa, wybierani przez aktualnego ministra wyznań religijnych i oświecenia publicznego.
W 1933 wprowadzono modyfikację, przyznając nagrodę za całokształt twórczości, ze szczególnym uwzględnieniem ostatnich pięciu lat. Element pieniężny nagrody był sukcesywnie zmieniany, dochodząc do 20 tys. zł w 1930, podczas gdy w 1925 wynosił jedynie 5 tys. zł
Laureatem pierwszej nagrody (18 stycznia 1925) był Stefan Żeromski (za Wiatr od morza). W latach późniejszych nagroda przyznawana była w grudniu. Ostatnim laureatem nagrody w okresie II RP był Artur Górski, którego w grudniu 1938 nagrodzono „za wieloletnią działalność pisarską”
MWRiOP przyznawało też podobne nagrody w zakresie sztuk plastycznych i muzyczych.
Nagroda o zbliżonej nazwie (Odznaka Nagrody Państwowej w dziedzinie literatury, często określana potocznie jako Państwowa Nagroda Literacka), była także przyznawana w okresie PRL-u przez Ministerstwo Sztuki i Kultury jako podzielna i trzystopniowa.

## Laureaci

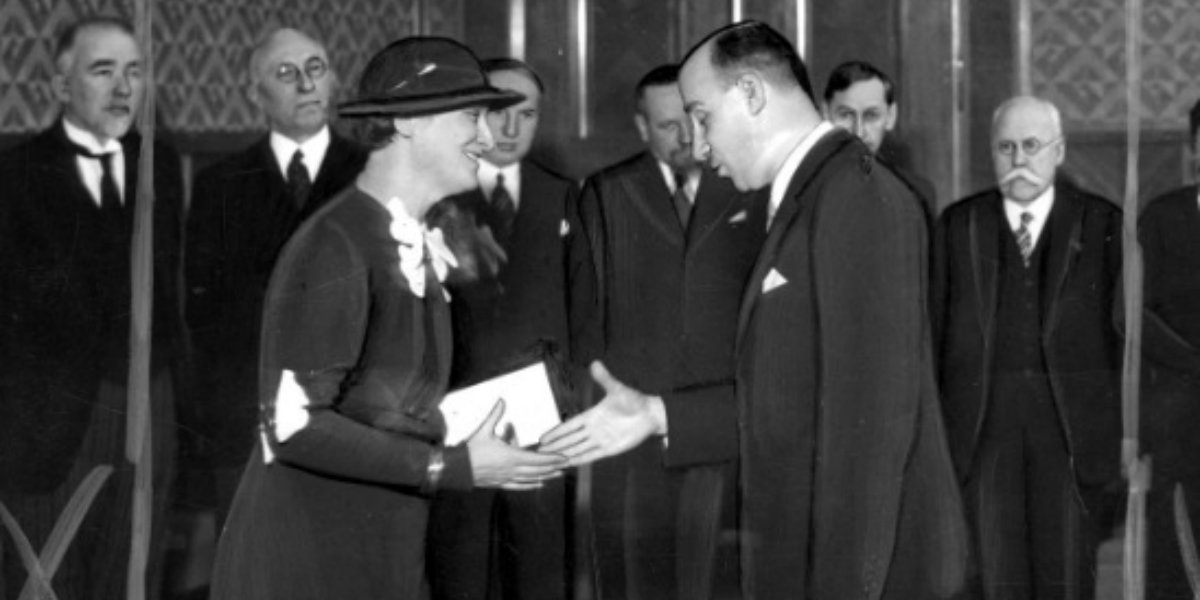
Wręczenie Kazimierze Iłłakowiczównie Państwowej Nagrody Literackiej za rok 1934 przez ministra wyznań religijnych i oświecenia publicznego Wacława Jędrzejewicza w styczniu 1935

- 1925 Stefan Żeromski (za Wiatr od morza)[7][8][3]
- 1926 Kornel Makuszyński (za Pieśń o ojczyźnie)[13][3]
- 1927 Leopold Staff (za Ucho igielne)[13][14][15]
- 1928 Juliusz Kaden-Bandrowski (za nowele Miasto mojej matki i W cieniu zapomnianej olszyny)[13][16]
- 1929 Ferdynand Goetel (za Serce lodów)[17][13]
- 1930 Jerzy Szaniawski (za sztukę Adwokat i róże)[14][18]
- 1931 Wacław Berent (za opowieści biograficzne, zwłaszcza Wywłaszczenie muz)[17][13][19][20]
- 1932 Karol H. Rostworowski (za Niespodziankę)[17][13][14][21][22][23]
- 1933 Maria Dąbrowska (za Noce i dnie)[24]
- 1934 Kazimiera Iłłakowiczówna[25][17]
- 1935 Zofia Nałkowska (za Granicę)[17][26]
- 1936 Kazimierz Wierzyński[27]
- 1937 Wacław Borowy[28]
- 1938 Artur Górski[5]